# Meerlo-Wanssum
Meerlo-Wanssum  è un ex-comune olandese situato nella provincia del Limburgo. Il 1º gennaio 2010 il suo territorio è stato frazionato e ripartito fra i comuni di Venray e Horst aan de Maas.

## Centri abitati
- Blitterswijck, appartenente ora al comune di Venray
- Geijsteren, appartenente ora al comune di Venray
- Meerlo, appartenente ora al comune di Horst aan de Maas
- Swolgen, appartenente ora al comune di Horst aan de Maas
- Tienray, appartenente ora al comune di Horst aan de Maas
- Wanssum, appartenente ora al comune di Venray